# ルー・グルーン
ルー・グルーン（Lou Groen、正確にはLouis M. Groen、1917年8月8日 - 2011年5月30日）は、アメリカの実業家。マクドナルドのフランチャイジーで、フィレオフィッシュの発案者である。

## 経歴

### 生い立ち
オハイオ州シンシナティで生まれる。3歳のときに両親が離婚し、父親に引き取られた。その後、父親は再婚したが、継母とはうまくいかず、17歳の時に家を出た。18歳でバーテンダーとなり、その後、独立して飲食店の経営を始めた。

### フィレオフィッシュの誕生
1950年代の半ば、シンシナティのレストラン協会の理事を務めていた当時、マクドナルドのレイ・クロックと知り合う。マクドナルドの経営に興味を持ったグルーンは、マクドナルドのフランチャイジーの権利を手に入れた。そして、1959年にシンシナティで初めてとなるマクドナルドの店を開いた。しかし、経営状況は厳しかった。
経営がうまくいかなかった理由の一つとして、地域の宗教上の問題があった。グルーンの店の周囲には、カトリックの信者が多く暮らしており、「肉を食べてはいけない」金曜日になると客足が遠のいていた。また灰の水曜日から復活祭までの約40日間も売上が落ち込んだ。
グルーンは近所にあったビッグボーイのチェーン店が魚のサンドイッチを提供していることを知った。これを、ヒントに独自の魚フライのホットサンドイッチを試行錯誤して作った。
1961年、オヒョウ切り身のフライとタルタルソースを使った最初にフィレオフィッシュを完成させる。そして、マクドナルド本社のレイ・クロックに店での販売許可を得ようと交渉に出向いた。しかしレイ・クロックは「店が魚臭くなる」という理由で当初アイデアを却下した。グルーンが引き下がらずに交渉を続けていると、ある時、クロックは「フラ・バーガー(Hulu Burger)」を売ってみたらどうかと逆提案してきた。
「フラ・バーガー」はパイナップルの上にチーズを載せて焼いたものを挟んだホットサンドイッチだった。グルーンとクロックは、どちらのメニューが売れるか賭けをすることになった。1962年のある金曜日、グルーンの店で「フラ・バーガー」と「フィレオフィッシュ」のどちらが売れるか、テスト販売が行われた。結果、「フラ・バーガー」は売上げ6ドル、「フィレオフィッシュ」は350ドルを売り上げた。
クロックは負けを認めた上で、魚のレシピをメニューに加えることに同意した。ただしフィレオフィッシュに使う魚をオヒョウではなく別のものにすることを求めた。オヒョウは、漁獲高の増減が大きく値段の変動が大きいためアメリカ全土に展開するには不適格であったためである。代わりとなる海産物をテストしたところ、当初ハマグリにパン粉をまぶしたものが適しているという結論がでた。これに「ディープ・シー・ドーリー」と名前をつけてテスト販売したところ調理法が難しく、断念することになった。最終的にタイセイヨウダラをフライにしたものを「フィレオフィッシュ」とし、全米のマクドナルドのメニューに載ることになった。

### 晩年
1986年までにグルーンの所有するマクドナルド店舗を共同経営者らに売却していった。手元に残した2店舗も、1994年にグルーンの息子に譲った。
1996年にグルーンは2人の共同経営者と共にストップ・スティック（英: Stop Stick）を扱う会社を立ち上げた。